# Begoña Gómez Fernández
María Begoña Gómez Fernández (Bilbao, 24 de marzo de 1971) es consultora, experta en  mercadotécnica y captación de fondos para ONGs como Amnistía Internacional o Intermón Oxfam., así como docente universitaria. Desde 2006 está casada con Pedro Sánchez, presidente del Gobierno de España desde junio de 2018. 
El 24 de abril de 2024, se abrió una investigación judicial tras una denuncia de la asociación Manos Limpias ligada a la extrema derecha. Begoña fue objeto de una investigación judicial por posible tráfico de influencias y corrupción vinculada a su actividad académica en la Universidad Complutense y su vinculación o contacto con empresarios. Esa tarde, en una situación inédita, Sánchez suspendía temporalmente su agenda pública como presidente del Gobierno.

## Biografía

### Formación y trayectoria profesional
- Licenciada en Marketing por la universidad privada ESIC  y con máster en Administración y Dirección de Empresas.[cita requerida]
- De 1996 a 1999, dirigió el Centro de Negocios Atenea. Comenzó a trabajar con el grupo Inmark en el año 2000 y se convirtió en Directora de Consultoría en Externalización Comercial, cargo que ocupó hasta 2018.[7]
- De 2000 a 2018 trabajó en Grupo Inmark, una consultoría en externalización comercial. En 2015 era socia-directora de la empresa Task Force y, codirigía en la Universidad Complutense el título en Dirección de Captación de Fondos para el Tercer Sector.[8]
- Entre 2018 y 2022, fue directora ejecutiva del Africa Center del Instituto de Empresa (IE).[9]
- Desde 2020 codirigió la Cátedra Extraordinaria de Transformación Social Competitiva de la Universidad Complutense de Madrid[10] y también ejerció como codirectora y docente del máster que ofrecía dicha cátedra y que fue cancelado en octubre de 2024.[11][12][13] [14]
- Participa como socia coordinadora en Women Action Sustainability y en la Asociación Española de Fundraising.[15]

### Incidencias públicas y judiciales

##### Sobre la titulación privada
El medio Okdiario publicó en 2018 una investigación para demostrar que en realidad su título fue otorgado por la M&B Escuela Superior de Marketing y Negocios, una academia privada cuyo título no está homologado y por tanto, no tiene valor oficial. Su currículum afirmaba también que posee dos títulos propios: uno en Dirección de Empresas y otro en Administración de Relación con Clientes y Gestión de Datos,[cita requerida] aunque ningún medio ha confirmado cuándo ni dónde los obtuvo.

#### Posible tráfico de influencias y corrupción
El 24 de abril de 2024, un juez inició una investigación judicial por posible tráfico de influencias y corrupción vinculada a su actividad académica en la UCM como parte de la Cátedra Extraordinaria de Transformación Social Competitiva y su vinculación con empresarios. La denuncia incluía presuntas cartas de recomendación y acuerdos con empresas como Air Europa compañía perteneciente a la corporación Globalia, por sospechas de vínculos profesionales y económicos.
La Fiscalía solicitó el archivo de la denuncia. Sin embargo, días después, se personaron en el caso como acusación particular la organización de extrema derecha Hazte Oír, los partidos políticos Vox e Iustitia Europa, y el Movimiento de Regeneración Política de España.
En noviembre de 2024 compareció en la Asamblea de Madrid, acogida a su derecho a no declarar, y defendió que se trata de una campaña con fines políticos sin pruebas contundentes.
En octubre de 2024 el juez que instruye el caso amplió su investigación imputando a Begoña por los delitos de apropiación indebida e intrusismo profesional, citándola a declarar el 18 de noviembre de ese mismo año. En agosto de 2025 el juez le imputa por malversación y le llama a declarar el 11 de septiembre.

#### Bulos y ataques personales
Según fue ganando protagonismo su pareja, Pedro Sánchez, en el ámbito político nacional, ha sido objeto de bulos y conspiraciones. Una de las más difundidas en redes y en algunos medios minoritarios es acusarla de ser un transexual encubierto.

### Vida personal y familiar
Nació en Bilbao, hija de Sabiniano Gómez Serrano, empresario originario de Huete (Cuenca) fallecido el 26 de junio de 2024, y María Fernández. Tanto Sabiniano como dos de sus hermanos: Enrique y Conrado regentaron nueve locales con prostitución homosexual y heterosexual, de los que se deshicieron en 2012.
Begoña tiene un hermano: Miguel Ángel Gómez.
 

Se trasladó y paso la mayor parte de un infancia con su familia en el pequeño pueblo leonés de Valderas. Su padre, Sabiniano Gómez, regentó saunas y negocios de ocio nocturno en Madrid durante décadas, algunos de los cuales estuvieron vinculados a controversias legales y administrativas. 

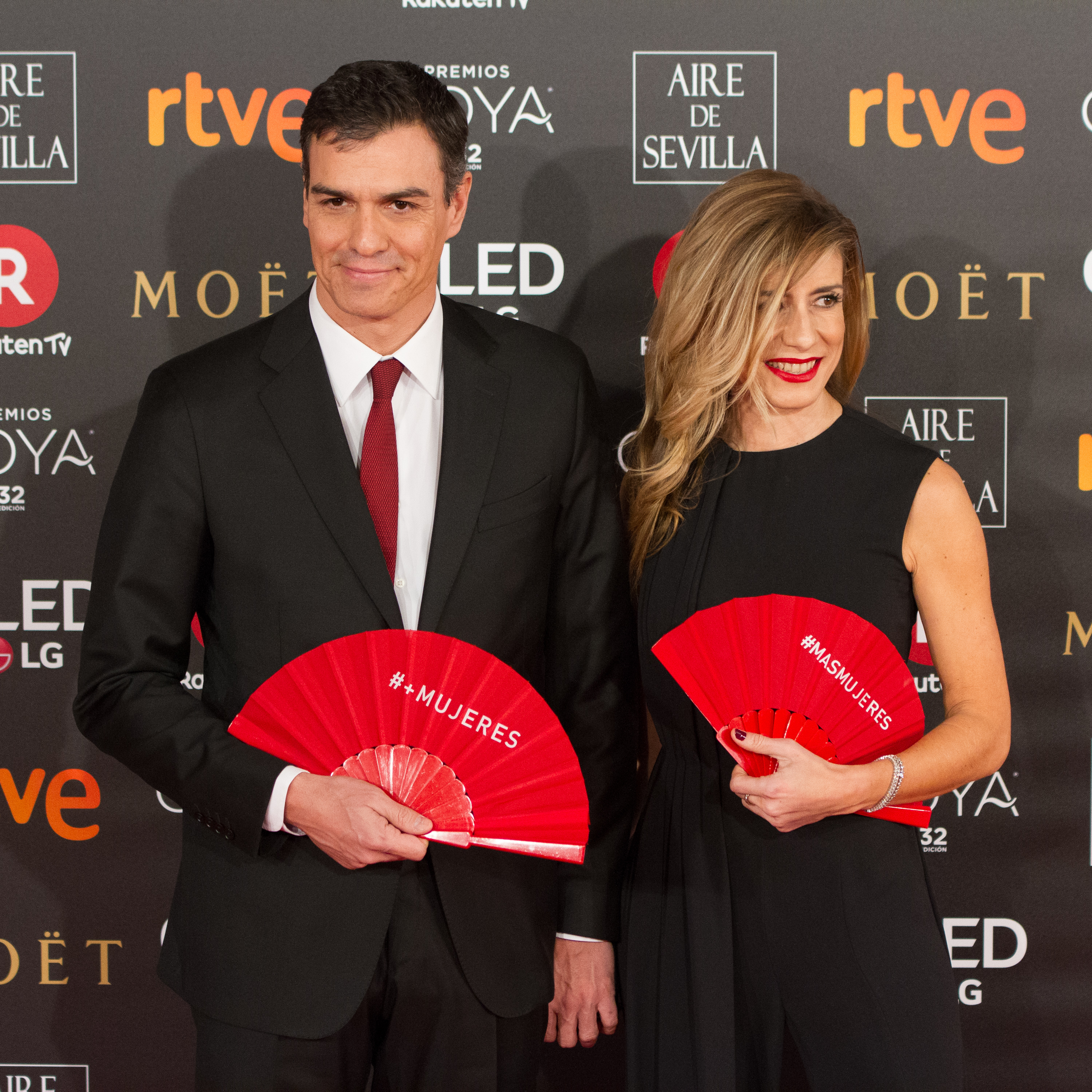
Pedro Sánchez junto a Begoña Gómez, en la entrega de los Premios Goya (2018).

Posteriormente se mudó a Madrid y se licenció en marketing por la universidad privada ESIC, donde también cursó un máster en administración de empresas.[cita requerida]
Conoció al entonces político socialista Pedro Sánchez en 2003 en una fiesta en Madrid cuando vivía en el barrio de La Latina.  Ese año, Pedro Sánchez concurrió a las elecciones municipales de Madrid en la lista del PSOE encabezada por la concejal Trinidad Jiménez.
En 2006 contrajeron matrimonio civil en una ceremonia oficiada por Trinidad Jiménez en el Hipódromo de la Zarzuela, Madrid. La pareja tiene dos hijas, Ainhoa nacida en 2005 y Carlota nacida en 2007. Según el propio Sánchez escribe en su biografía publicada como Manual de resistencia (2019), Begoña ha sido durante las últimas dos décadas, su principal apoyo.
Empezó trabajando para varias empresas bancarias y de negocios hasta que fundó su propia empresa. En 2015 era socia-directora de la empresa Task Force y, codirigía en la Universidad Complutense un título fundamentado en como captar financiación para organizaciones sin ánimo de lucro. Ese año fue noticia por acompañar a Sánchez en su candidatura a la presidencia.